# Гнів землі
Гнів землі (Something Beneath) — канадський трилер 2007 року режисера Девіда Віннінга.

## Про фільм
Просто під ногами ховається зло, таке смертоносне, таке розумне, що аж лячно подумати.
Учасники екологічного саміту ось-ось виявлять більшу проблему, ніж глобальне потепління.

## Знімались
| Актор           | Роль                  |
| --------------- | --------------------- |
| Кевін Сорбо     | Батько Дуглас Мідлтон |
| Пітер Макнейл   | Дедмарш               |
| Наталі Браун    | Халі Спенс            |
| Брендан Брейзер | Коннолі               |